# Ižorianos
Ižorianos o izhorianos (en singular: ižoralaine), etnia finesa que junto a la de los votios es aborigen de la Ingria; se estableció sigilosamente (de modo que se tienen pocos datos documentales sobre su origen) en la región limitada por el río Narva al oeste y el río Neva al este.
Su existencia y sus vicisitudes desde la Edad Media son en gran medida similares a las de sus vecinos los votios, al parecer los ižorianos son los ingrios que a partir del siglo XIII fueron adhiriendo a la iglesia llamada ortodoxa con lo cual quedaron diferenciados de los otros ingrios, actualmente llamados ingrios fineses. Los ižorianos tal cual se ha señalado en el principio también son de origen finés, pero actualmente se usa la palabra "ingrio finés" para señalar a aquellos ingrios que mantienen más afinidades culturales con los finlandeses (por ejemplo a diferencia de los ingrios ižorianos, los ingrios fineses son luteranos).
En 1989 solo 820 personas se declaraban ižorianas, de las cuales 302 hablaban su idioma ižoriano filológicamente, integrante del conjunto de lenguas urálicas y así próximo al carelio, el idioma ižoriano es hablado principalmente por la población anciana y por ello se encuentra bajo riesgo de desaparición.
Según el censo ruso del 2010 en tal año vivían y sabía hablar su idioma 120 ižorianos en Rusia.
- Datos: Q653956
- Multimedia: Izhorians / Q653956